# 格林萊克鎮區 (明尼蘇達州坎迪約希縣)
格林萊克鎮區（英語：Green Lake Township）是位於美國明尼蘇達州坎迪約希縣的一個行政鎮區。

## 地方資料
格林萊克鎮區的面積為88.53平方千米，當中陸地面積為78.84平方千米，而水域面積為9.69平方千米。根據2020年美國人口普查的數據，當地共有人口1637人，而人口密度為每平方千米18.49人。